# Family Village Limoges
Le Family Village de Limoges est un parc d'activité commerciale, situé au nord de la commune de Limoges, au bord de l'autoroute A20.

## Historique
Développé en 2009/2010 à la périphérie nord de Limoges, ce centre commercial d’une surface totale de vente de 22 327 m2 (31 527 m2 SHON) est situé au sein d’un ensemble commercial plus vaste dans lequel sont également implantées les enseignes Leroy Merlin et Alinéa. Le projet commercial comprend dix-sept moyennes surfaces, six boutiques, trois restaurants et une surface alimentaire de produits frais. Il est accompagné d’un parc de stationnement de 1 184 places, auxquelles s’ajoutent 571 places réservées à Leroy Merlin et 432 places pour Alinéa.

## Enseignes
Plusieurs enseignes sont présentes :
- Leroy Merlin (12 885 m2 de vente) ;
- Alinéa (6 000 m2 de vente).